# Copa de Catalunya 2006/07
De Copa de Catalunya 2006/07 was de achttiende editie van de Copa de Catalunya, een bekertoernooi voor voetbalclubs uit de Spaanse autonome regio Catalonië. FC Barcelona won het toernooi door in de finale RCD Espanyol na strafschoppen te verslaan.

## Opzet
Iedere ronde wordt gespeeld via het knockout-systeem met slechts één wedstrijd. Clubs uit de lagere divisies startten in de eerste ronde (Primera Eliminatòria). Uiteindelijk plaatsten twee clubs uit de lagere divisies zich voor de kwartfinale. Voor de kwartfinale waren Gimnàstic de Tarragona en UE Lleida al geplaatst, aangezien deze clubs in het voorafgaande seizoen speelden in de Segunda División A. FC Barcelona en RCD Espanyol stroomden in in de halve finale, aangezien deze clubs in het voorafgaande seizoen speelden in de Primera División.

## Eerste ronde
| datum       | Team #1                  | Team #2               | Uitslag                    |
| ----------- | ------------------------ | --------------------- | -------------------------- |
| -           | AE Prat (III)            | UE Cornellà (III)     | UE Cornellà teruggetrokken |
| 3 juni 2006 | CF Vila-seca (Pref)      | UE Rapitenca (III)    | 2-1                        |
| 3 juni 2006 | Olímpic Can Fatjó (Pref) | Terrassa FC (IIb)     | 0-3                        |
| 3 juni 2006 | CE Europa (III)          | CE L'Hospitalet (IIb) | 4-3                        |
| 3 juni 2006 | CE Mataró (III)          | UE Sant Andreu (IIb)  | 0-2                        |
| 3 juni 2006 | UE Castelldefels (III)   | FC Santboià (III)     | 2-3                        |
| 3 juni 2006 | Peralada CF (III)        | UE Figueres (IIb)     | 2-0                        |
| 3 juni 2006 | UE Rubí (Prim)           | CE Sabadell (III)     | 2-0                        |
| 4 juni 2006 | CD Parets (Pref)         | EC Granollers (III)   | 1-0                        |
| 4 juni 2006 | Igualada CF (III)        | CE Manresa (III)      | 1-2                        |
| 4 juni 2006 | UE Llagostera (Pref)     | CD Blanes (III)       | 2-2                        |
| 4 juni 2006 | UE Guissona (Pref)       | CF Balaguer (III)     | 1-3                        |

## Tweede ronde
| datum        | Team #1             | Team #2              | Uitslag |
| ------------ | ------------------- | -------------------- | ------- |
| 10 juni 2006 | AE Prat (III)       | UE Sant Andreu (IIb) | 2-0     |
| 10 juni 2006 | CF Vila-seca (Pref) | FC Santboià (III)    | 0-1     |
| 10 juni 2006 | Terrassa FC (IIb)   | UE Rubí (Prim)       | 0-2     |
| 11 juni 2006 | CD Blanes (III)     | Peralada CF (III)    | 2-1     |
| 11 juni 2006 | CF Parets (Pref)    | CE Europa (III)      | 0-2     |
| 11 juni 2006 | CE Manresa (III)    | CF Balaguer (III)    | 0-1     |

## Derde ronde
| datum           | Team #1           | Team #2           | Uitslag        |
| --------------- | ----------------- | ----------------- | -------------- |
| 5 augustus 2006 | AE Prat (III)     | FC Santboià (III) | 2-0            |
| 6 augustus 2006 | CD Blanes (III)   | CE Europa (III)   | 0-5            |
| 6 augustus 2006 | CF Balaguer (III) | Terrassa FC (IIb) | 0-0 (pen. 4-1) |

## Vierde ronde
| datum            | Team #1           | Team #2                       | Uitslag        |
| ---------------- | ----------------- | ----------------------------- | -------------- |
| 11 augustus 2006 | AE Prat (III)     | CF Gavà (III)                 | 1-1 (pen. 3-5) |
| 12 augustus 2006 | CE Europa (III)   | UEA Gramenet (IIb)            | 2-1            |
| 13 augustus 2006 | CF Balaguer (III) | CF Vilanova i la Geltrú (III) | 1-0            |
| 13 augustus 2006 | Girona FC (III)   | CF Badalona (IIb)             | 2-2 (pen. 5-4) |

## Achtste finale
| datum            | Team #1         | Team #2           | Uitslag        |
| ---------------- | --------------- | ----------------- | -------------- |
| 15 augustus 2006 | CF Gavà (III)   | CF Balaguer (III) | 2-2 (pen. 3-4) |
| 15 augustus 2006 | CE Europa (III) | Girona FC (III)   | 1-3            |

## Kwartfinale
| datum            | Team #1           | Team #2                    | Uitslag        |
| ---------------- | ----------------- | -------------------------- | -------------- |
| 19 augustus 2006 | CF Balaguer (III) | Gimnàstic de Tarragona (I) | 1-4            |
| 20 augustus 2006 | Girona FC (III)   | UE Lleida (IIb)            | 1-1 (pen. 2-4) |

## Halve finale
strafschoppen: (0-1) Angel, (0-1) Luismi (save), (0-2) Julián, (1-2) Cristian, (1-3) Javi Márquez, (1-3) Galván (mist), (1-3) Palanca (save), (2-3) Sergio Rodríguez, (2-4) Chica.

UE Lleida: Gonzalo, Óscar, Povedano, Galván, Cristian, Luismi, Urrea (71. Pau Bosch), Lázaro (46. Keko) Joan Tomas (62. Omar), Santos (86. Máyor) en Tato (46. Sergio Rodríguez).

RCD Espanyol: Gorka Iraizoz (71. Biel Ribas); Francisco Javier Chica, José María Lacruz (57. Toni Lao), David García; Fede, Ito (57. Javier Márquez), Ángel, David De Pablos; Ferran Corominas (57. Miquel Palanca), Julián en Marc Pedraza.
Gimnàstic de Tarragona: Álvaro Iglesias; José María Calvo, Jesús Serrano, Anibal Matellán, Óscar López; Carlos Merino (69. Antoni Pinilla), Ángel Morales, David Generelo; Gil (74. Darío), Ismael en Ariza Makukula (22. Rubén Castro, 83. Osado).

FC Barcelona: Albert Jorquera; Juliano Belletti, Oleguer, Jesús Olmo, Sylvinho (74. Thaer); Marc Crosas (67. Lluís Sastre), Thiago Motta (88. Marc Valiente), Víctor Vázquez (46. Andrea Orlandi); Ludovic Giuly (60. Toni Calvo), Santiago Ezquerro en Giovanni Dos Santos.

## Finale
strafschoppen: (0-0) Ángel (mist), (0-1) Ezquerro, (1-1) Julián, (1-2) Dos Santos, (2-2) Palanca, (2-3) Belletti, (3-3) De Pablos, (3-4) Crosas, (4-4) Toni Lao, (4-5) Motta.
RCD Espanyol: Gorka Iraizoz; Francisco Javier Chica (73. Moisés Hurtado), Toni Lao, Daniel Jarque (57. José María Lacruz), Moha (73. Ito); Fede, Francisco Rufete (57. David De Pablos), Julián, Ángel; Ferran Corominas (57. Miquel Palanca) en Marc Pedraza.

FC Barcelona: Albert Jorquera; Juliano Belletti, Jesús Olmo, Oleguer Presas (65. Marc Valiente), Sylvinho (78. Thaer); Thiago Motta, Lluís Sastre (71. Sergi Busquets), Marc Crosas; Giovanni Dos Santos, Santiago Ezquerro en Andrea Orlandi (58. Toni Calvo).
Federació Catalana de Futbol · Catalaans voetbalelftal · Catalaans vrouwenvoetbalelftal 

historische competities 

Campionat de Catalunya · Campionat de Catalunya de Segona Categoria · Trofeu Moscardó 

hedendaagse competities 

Copa de Catalunya · Tercera División Grupo 5 · Primera Divisió Catalana · Amateurvoetbal 